# دادلي نيكولز
دادلي نيكولز (بالإنجليزية: Dudley Nichols)‏ (و. 1895 – 1960 م) هو كاتب سيناريو، وروائي أمريكي، ولد في واباكونيتا، أوهايو، توفي في هوليوود، عن عمر يناهز 65 عاماً، بسبب سرطان.

## التعليم
تعلم في جامعة ميشيغان.

## جوائز وترشيحات
حصل على جوائز منها:
جوائز
- جائزة الأوسكار لأفضل كتابة، عن عمل: المخبر

ترشيحات
- جائزة الأوسكار لأفضل كتابة
- جائزة الأوسكار لأفضل كتابة، عن عمل: بيت الرحلة الطويلة

ترشح لـ:
- جائزة الأوسكار لأفضل كتابة "سيناريو أصلي"، عن عمل: Air Force (film) [الإنجليزية]‏
- جائزة الأوسكار لأفضل كتابة "سيناريو مقتبس"، عن عمل: المخبر
- جائزة الأوسكار لأفضل كتابة "سيناريو أصلي"، عن عمل: The Tin Star [الإنجليزية]‏
- جائزة الأوسكار لأفضل كتابة "سيناريو مقتبس"، عن عمل: بيت الرحلة الطويلة.

## وصلات خارجية
- دادلي نيكولز على موقع IMDb (الإنجليزية)
- دادلي نيكولز على موقع الموسوعة البريطانية (الإنجليزية)
- دادلي نيكولز على موقع ألو سيني (الفرنسية)
- دادلي نيكولز على موقع أول موفي (الإنجليزية)
- دادلي نيكولز على موقع قاعدة بيانات برودواي على الإنترنت (الإنجليزية)
- دادلي نيكولز على موقع قاعدة بيانات الأفلام السويدية (السويدية)
- دادلي نيكولز على موقع قاعدة بيانات الفيلم (الإنجليزية)
- دادلي نيكولز على موقع كينوبويسك (الروسية)